# Virus de la jaunisse nécrotique de la laitue
Cytorhabdovirus lactucanecante
Espèce
Synonymes
- Lettuce necrotic yellows virus
- Lettuce necrotic yellows rhabdovirus
- Lettuce necrotic yellows cytorhabdovirus

Le virus de la jaunisse nécrotique de la laitue (LNYV, Lettuce necrotic yellows cytorhabdovirus), nom scientifique Cytorhabdovirus lactucanecante, est une espèce de virus du genre Cytorhabdovirus (famille des Rhabdoviridae) dont c'est l'espèce-type. C'est un virus à ARN à simple brin à polarité négative, classé dans le groupe V de la classification Baltimore. 
Ce virus a une gamme de plantes-hôtes relativement restreinte ; il infecte principalement la laitue cultivée et le laiteron maraîcher, ainsi que quelques autres espèces d'Asteraceae.
Cette espèce virale a été créée en 1976 sous le nom de « Lettuce necrotic yellows virus » et assignée au Plant rhabdovirus subgroup A, puis transférée en 1993 dans le genre Cytorhabdovirus (créé par renommage du Plant rhabdovirus subgroup A)  et renommée « Lettuce necrotic yellows cytorhabdovirus » en 2015. 

## Étymologie
Le nom générique « Cytorhabdovirus » dérive du grec ancien, κύτος (kytos), la cellule, en référence à la localisation cytoplasmique des complexes de réplication virale.

## Structure
Les virions sont des particules enveloppées, bacilliformes, de 60 à 75 nm de diamètre et 200 à 350 nm de long.
Le génome est constitué d'une molécule d'ARN à simple brin de sens négatif, linéaire, d'une taille d'environ 13 kb. Cet ARN code six à neuf protéines.

## Transmission
Le LYNV est transmis principalement par une espèce de pucerons, Hyperomyzus lactucae, le puceron du laiteron maraîcher, selon un mode persistant propagatif, c'est-à-dire que le virus se réplique dans l'organisme de l'insecte et se transmet à sa progéniture. Il n'est pas transmis par les graines. une autre espèce de pucerons, Hyperomyzus carduellinus, est également capable de transmettre ce virus.

## Symptômes
Les plants de laitue infectés naturellement par le LNYV prennent un aspect vert terne, les jeunes feuilles virant au bronze et se nécrosant surtout le long des nervures. Les feuilles plus âgées deviennent chlorotiques ou marbrées et souvent les plantes meurent. Certains plants récupèrent partiellement du stade nécrotique mais produisent des cœurs prématurés, petits et déformés qui ne sont pas commercialisables. Lorsque les plants s'infectent juste avant ou après le début de formation de la pomme, il se produit une nécrose des feuilles internes qui peut ne pas être détectée au moment de la récolte. Souvent, cependant, la nécrose s'étend aux feuilles externes et apparaît sous forme de stries bronzées sur les nervures, symptôme qui rend également la laitue non-commercialisable. Ces symptômes sont similaires à ceux causés sur les laitues par le TSWV (Tomato  spotted  wilt  virus, virus de la maladie bronzée de la tomate).

## Distribution
Le LNYV a été signalé pour la première fois en Australie en 1963 par Stubbs et Grogan. Il a été observé épisodiquement en Nouvelle-Zélande, ainsi qu'en Europe (Italie, Espagne et Grande-Bretagne). Son aire de répartition semble coïncider avec celle de certaines plantes-hôtes, comme Sonchus oleraceus, qui constituent un réservoir potentiellement important de la maladie.